# Pujotirto
Pujotirto is een bestuurslaag in het regentschap Kebumen van de provincie Midden-Java, Indonesië. Pujotirto telt 4158 inwoners (volkstelling 2010).